# Les Tilleuls à Poissy
Les Tilleuls à Poissy est un tableau réalisé par le peintre impressionniste Claude Monet en 1882.

## Contexte
La municipalité de Poissy décide en 1813, d'aménager plusieurs lieux de promenades car elle n'en disposait pas. Les bords de Seine, sont mentionnés parmi ces endroits à aménager. Dans la présentation du budget de 1818, il est indiqué que « On trouvera en outre en plantant sur le quai, l'avantage d'avoir une promenade à Poissy qui en est totalement dépourvu ». L'intendant des domaines de la Couronne donne six cents pieds d'arbres, la plantation de la promenade du Bourget d'en bas est achevé en 1827 et 1828. En 1843, les bateliers, pêcheurs et laveuses réclament que « le hideux et infect talus qui existe le long du Bourget d'en bas soit remplacé par un quai à construire depuis le pont jusqu'au petit port». Le Bourget d'en bas devient le boulevard de la Seine, en mai 1847, afin de n'être plus confondu avec le Bourget d'en haut (en amont de l'ancien pont de Poissy). Le quai est aménagé peu à peu jusqu'en 1880 : route carrossable, haie, grille, etc.
Le tableau représente le boulevard de la Seine (Cours du 14-Juillet) vu depuis l'une des fenêtres de la villa Saint-Louis. La toile est restée dans les collections de Jean-Pierre Hoschedé jusqu'en 1951.
Estimé entre 1 800 000 et 2 500 000 dollars il est vendu 1 650 500 dollars le 6 novembre 2008 au Rockefeller Center salle 2045 par Christie's.

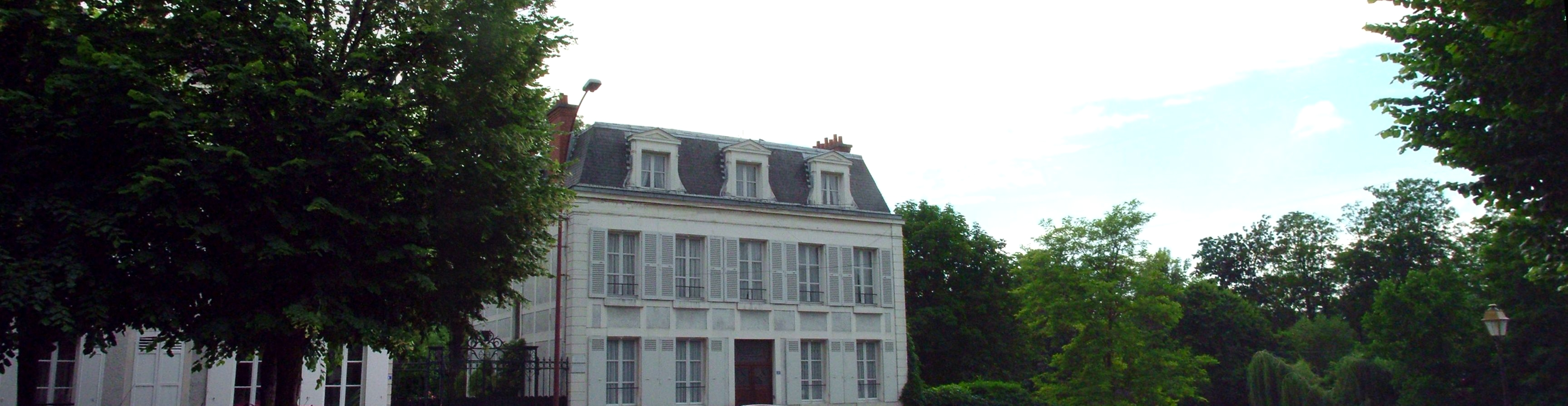
Villa Saint Louis, maison où Claude Monet résida et réalisa le tableau.